# SG Dynamo Dresden
Pour les articles homonymes, voir Dresden.
Maillots
Actualités
Le SG Dynamo Dresden (Sportgemeinschaft Dynamo Dresden e. V.) est un club de football allemand basé dans la ville de Dresde, en Saxe, en Allemagne et qui évolue en 3. Liga.
Originellement fondé le 12 avril 1953 en RDA sous le nom Sportgemeinschaft Dynamo Dresden, le club fait alors partie de la Sportvereinigung Dynamo (Association sportive Dynamo). En 1990, le club voit son nom changé en 1. FC Dynamo Dresden à la suite de la réunification. Il retrouve cependant son nom d'origine le 1er juillet 2007, après une décision de l'Assemblée générale du club en septembre 2006.
Le Dynamo Dresden est l'un des clubs est-allemands ayant connu le plus de succès, avec un total de 98 matchs en Coupe UEFA, huit titres de champion de RDA, et sept coupes de RDA.
Après la réunification allemande, le club évolue en Bundesliga entre 1991 et 1995 avant d'être rétrogradé en Regionalliga (troisième division) après s'être vu retiré sa licence. Il évolue depuis entre la deuxième et la troisième division, intégrant la 2. Bundesliga à l'occasion de la saison 2016-2017.
Comptant plus de 19 000 membres, le Dynamo Dresden est l'un des 20 plus grands clubs allemands au nombre de licenciés.

## Histoire

### Période en Allemagne de l'Est (1950-1990)
Son histoire remonte à l'après-guerre. En 1950, presque toute l'équipe de Potsdam, en banlieue de Berlin, est déménagé vers Dresde pour former le club qui prend alors le nom de SG Deutsche Volkspolizei Dresden, devenu Dynamo Dresde trois ans plus tard. Ceci explique que dès sa première saison d'activité en 1953, son succès est fulgurant, avec un premier titre de champion de RDA. Une réussite qui n'est pas du goût du funeste patron de la Stasi, Erich Mielke, qui use de ses pleins pouvoirs pour transférer cette fois l'intégralité de l'effectif du Dynamo Dresde vers l'autre Dynamo – du nom des clubs gérés par la police, d'où ces transferts arbitraires de joueurs –, le Dynamo Berlin, qu'il supporte. Un coup forcément très dur qui mettra le Dynamo Dresde au placard pour quasi vingt ans. En 1971, le club de Saxe finit par revenir en force et conquiert un deuxième titre sous la houlette de l'entraîneur Walter Fritzsch, lequel permettra à l'équipe de remporter quatre nouveaux championnats en 1973, 1976, 1977 et 1978, année de son départ.
Les années 1970 correspondent à l'âge d'or du club, qui dispute alors ses premières campagnes européennes. La décennie qui suit sera en revanche nettement plus frustrante, Erich Mielke reprenant les choses en main pour arranger à sa guise certains transferts et matchs, permettant à son Dynamo Berlin de gagner dix fois consécutivement l'Oberliga entre 1979 et 1988 (Dresde terminant six fois son dauphin)… Une période marquée aussi par la tentative d'évasion vers l'Ouest de trois internationaux de l'équipe : Gerd Weber, Peter Kotte et Matthias Müller, qui devaient profiter en 1981 d'un déplacement avec l'équipe nationale pour s'échapper. Un plan déjoué par la Stasi, ce qui conduira à la suspension à vie des trois fuyards et même à l'emprisonnement du premier.

### Après la réunification (depuis 1990)
Les derniers moments de gloire ont lieu juste avant la fin de la Guerre froide. En 1989 et 1990, le Dynamo Dresde conquiert l'antépénultième et l'avant-dernier titre de champion de RDA (le dernier est pour le Hansa Rostock) et atteint les demi-finales de la Coupe UEFA en 1989, éliminant notamment l'AS Roma en huitièmes de finale, avant de s'incliner dans le dernier carré face à Stuttgart, club que rejoint peu après l'une des stars montantes du club, Matthias Sammer. RDA et RFA se réunifiant, c'est l'heure du grand exil, avec d'autres nombreux départs, dont celui de l'autre valeur montante Ulf Kirsten, qui rejoint le Bayer Leverkusen. Décimée, l'équipe ne s'en remet pas et quitte l'élite en 1995.
Le club évolue actuellement en 3. Liga.

## Logos
"... (2) Les couleurs du club (couleurs primaires et couleurs d'accent) sont le noir (noir profond, RAL 9005), le jaune (jaune signalisation, RAL 1023), le rouge (rouge rubis, RAL 3003) et le blanc (blanc pur, RAL 9010). Pour les produits imprimés, les applications d'écran, les applications d'affichage, les textiles, le merchandising et d'autres applications, des couleurs équivalentes doivent être utilisées.(3) Les couleurs dominantes pour les jeux sont le noir, le jaune, le rouge et le blanc. La tenue principale du jeu consiste en une chemise jaune, un short noir et des chaussettes jaunes. Les vêtements de remplacement doivent également être constitués des couleurs dominantes noir, jaune, rouge ou blanc. Les vêtements principaux et de remplacement peuvent donc être clairement différenciés les uns des autres en raison des options de couleurs disponibles conformément aux statuts de la ligue. Si le fonctionnement du jeu l'exige, des vêtements de remplacement combinés supplémentaires aux couleurs statutaires du club peuvent être utilisés, par ex. B. une chemise blanche, un pantalon blanc et des chaussettes blanches. Les uniformes principaux et de remplacement à fournir séparément aux gardiens de but conformément aux statuts de la ligue, au règlement des licences et au règlement du jeu de l'association ne sont pas concernés par ces dispositions. Les chemises et pantalons doivent porter l'écusson du club comme signe distinctif..." (2019)

SG DVP (1950 - 1953)
SG Dynamo Dresden (1953–1968)
(Années 1960)
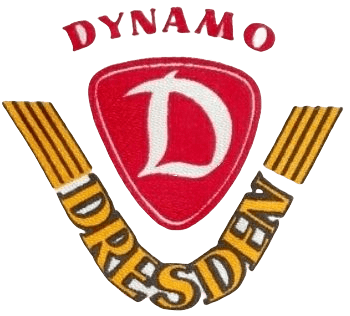
(1968 - 1970)
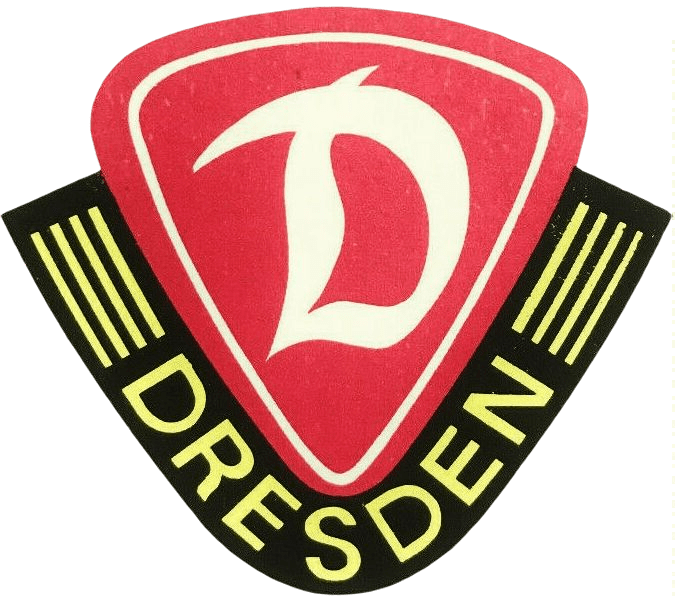
(1970 - 1975)
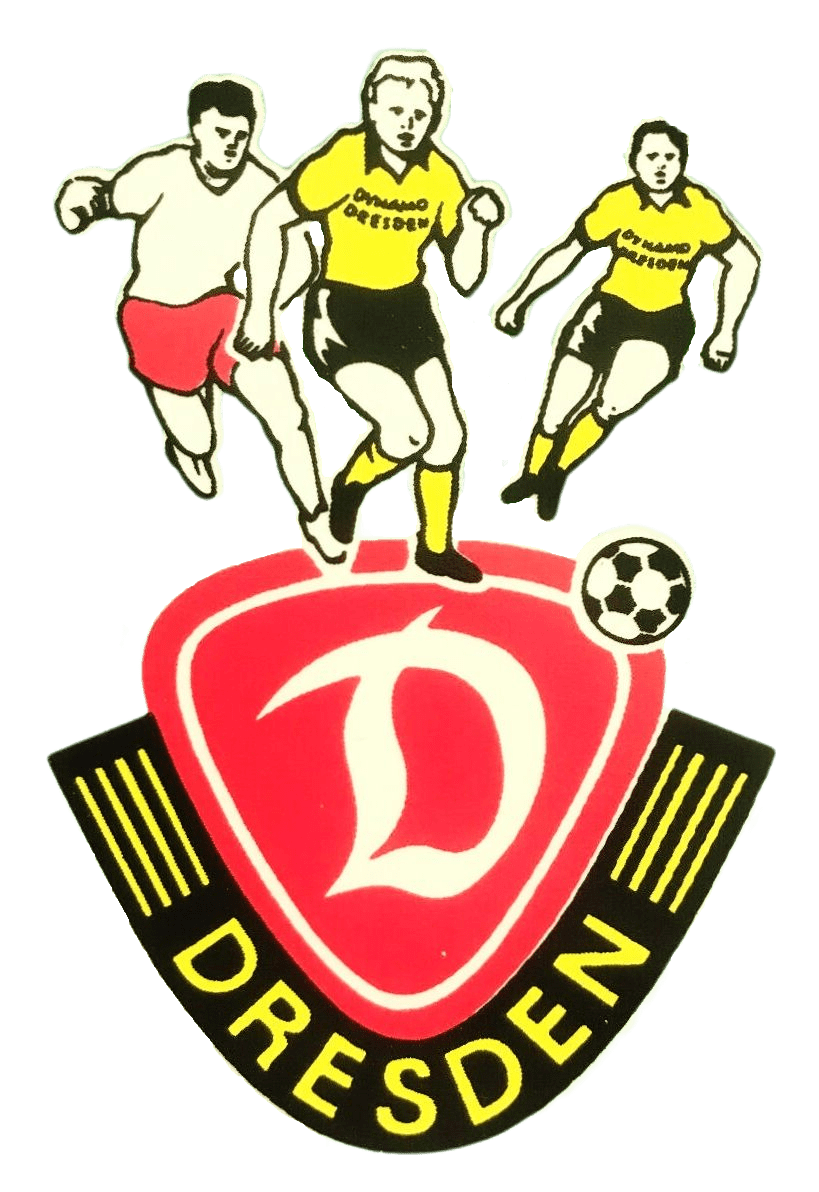
(1970 - 1975)
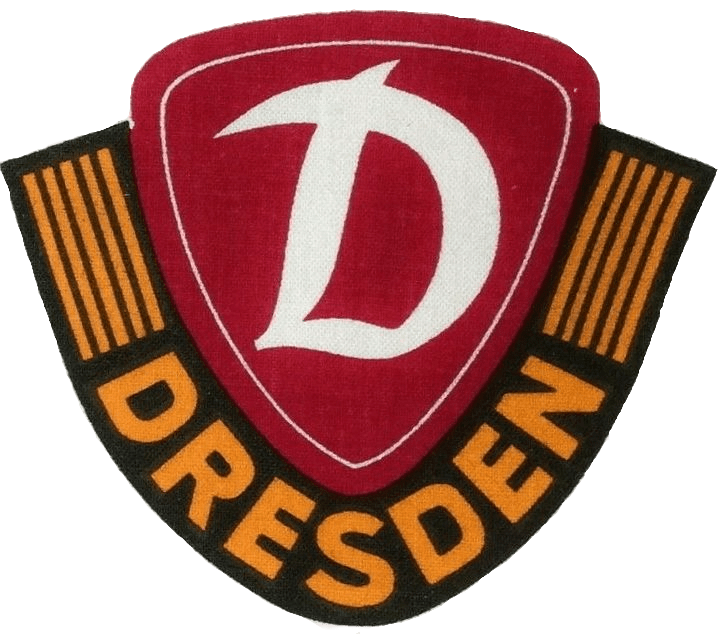
(1970 - 1985)
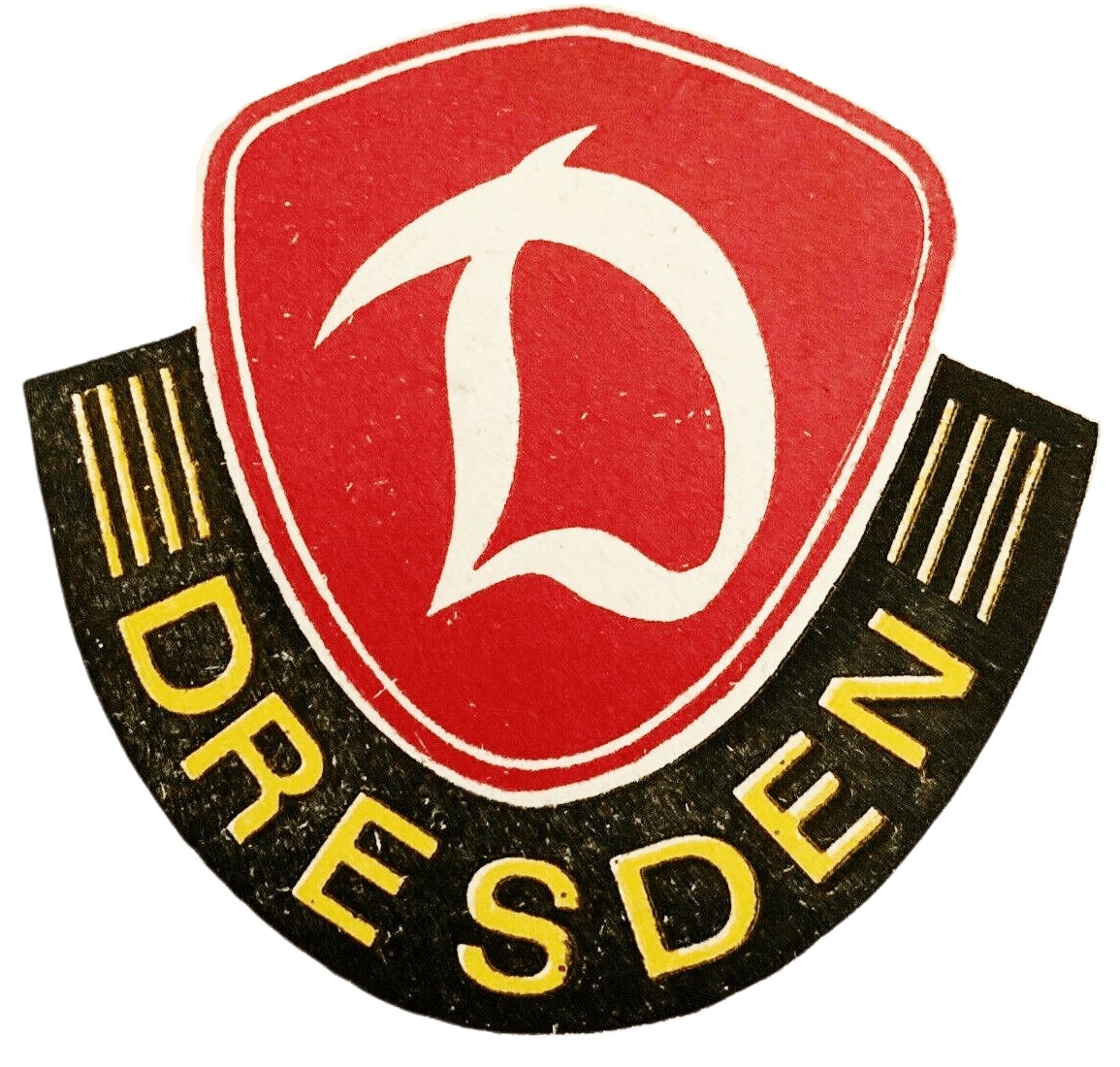
Sans norme (1978 - 1988)
SG Dynamo Dresden (1985 - 1990)
(1990 - 1995)
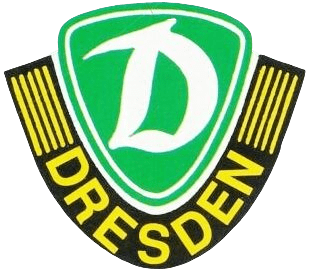
(1990 - 1995)
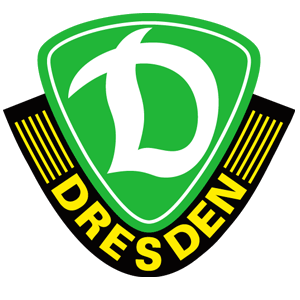
(2002 - 2011)
(2002 - 2011)
1.FC D / SGD (à partir de 2007 Et à partir de 2018 en détail sans changements et avec un seul échantillon)
"Logo de présentation" depuis 2018

## Palmarès

### International
- Ligue des champions :
  - Quart de finaliste : 1977, 1979, 1991

- Coupe des coupes :
  - Quart de finaliste : 1985, 1986

- Coupe de l'UEFA :
  - Demi-finaliste : 1989

- Coupe Intertoto :
  - Vainqueur : 1993

### National
Allemagne de l'Est
- Championnat de RDA (8) :
  - Champion : 1952-1953, 1970-1971, 1972-1973, 1975-1976, 1976-1977, 1977-1978, 1988-1989, 1989-1990
  - Vice-champion : 1951-1952, 1978-1979, 1979-1980, 1981-1982, 1983-1984, 1984-1985, 1986-1987, 1990-1991

- Coupe de RDA (7) :
  - Vainqueur : 1952, 1971, 1977, 1982, 1984, 1985, 1990
  - Finaliste : 1972, 1974, 1975, 1978

- Supercoupe de RDA :
  - Finaliste : 1989

 Allemagne
- 3. Liga (2) :
  - Champion : 2015-2016, 2020-2021

### Régional
NOFV
- Oberliga Nordost Staffel Süd (1) :
  - Champion : 2002

 Saxe
- Championnat de Saxe (1) :
  - Champion : 2009

- Coupe de Saxe (3) :
  - Vainqueur : 2003, 2007, 2009
  - Finaliste : 1995, 2004

## Entraîneurs
- Sack (1950-51)
- Kukowitsch (1951-52)
- Döring (1952-53)
- Gyarmati (1953-54)
- Petzold (1954-55)
- Werner (1956)
- Kukowitsch (1956)
- Petzold (1957-66)
- Fuchs (1966-68)
- Kresse (1968-69)
- Fritzsch (1969-78)
- Prautzsch (1978-83)
- Sammer (1983-86)
- Geyer (1986-90)
- Häfner (1990-91)
- Schulte (1991-92)
- Sammer (1992-93)
- Minge (1993)
- Held (1993-94)
- Hrubesch (1994-95)
- Minge (1995)
- Kreische (1995-96)
- Schmuck (1996)
- Schade (1996-98)
- Voigt (1998)
- Halata (1998-99)
- Schafstall (1999)
- Bell (1999-2000)
- Pot (2000-01)
- Hemp (2001)
- Franke (2001-05)
- Pacult (2005-06)
- Meier (2006-07)
- Geyer (2007-08)
- Kaiser (2008-09)
- Maucksch (2009-11)
- Loose (2011-12[3])
- Pacult (2012-13)
- Janßen (septembre 2013-2014)
- Böger (2014-2015)
- Németh (2015)
- Neuhaus (2015-2018)
- Maik Walpurgis (2018-2019)
- Cristian Fiél (7/2019-12/2019)
- Markus Kauczinski (12/2019-4/2021)
- Alexander Schmidt (4/2021-2/2022)
- Guerino Capretti (3/2022-6/2022)
- Markus Anfang (7/2022-4/2004)

### Staff
| Nationalité | Nom            | Fonction               |
| ----------- | -------------- | ---------------------- |
|             | Thomas Stamm   | Entraineur             |
|             | Heiko Scholz   | Entraineur Adj.        |
|             | Florian Junge  | Entraineur Adj.        |
|             | David Yelldell | Entraineur de gardiens |
|             | Matthias Grahé | Entraîneur Athlétique  |

### Effectif actuel
| N° | Nat.                   | Poste | Nom du joueur                           |
| -- | ---------------------- | ----- | --------------------------------------- |
| 1  | Drapeau de l'Allemagne | G     | Tim Schreiber                           |
| 4  | Drapeau de l'Allemagne | D     | Dennis Duah                             |
| 5  | Drapeau de l'Allemagne | M     | Vinko Šapina                            |
| 6  | Drapeau de l'Allemagne | M     | Tom Berger                              |
| 10 | Drapeau de l'Allemagne | A     | Jakob Lemmer                            |
| 11 | Drapeau de l'Allemagne | A     | Dominik Kother                          |
| 14 | Drapeau de l'Allemagne | D     | Paul Lehmann                            |
| 15 | Drapeau du Sri Lanka   | D     | Claudio Kammerknecht                    |
| 16 | Drapeau de l'Allemagne | D     | Philip Heise                            |
| 17 | Drapeau de la Slovénie | M     | Aljaž Casar                             |
| 20 | Drapeau du Kosovo      | D     | Andi Hoti (en prêt du 1. FC Magdebourg) |
| 21 | Drapeau de l'Allemagne | A     | Robin Meißner                           |
| 22 | Drapeau de l'Allemagne | A     | Mika Baur (en prêt du SC Paderborn)     |

| No. | Nat.                   | Position | Nom du joueur                            |
| --- | ---------------------- | -------- | ---------------------------------------- |
| 23  | Drapeau de l'Allemagne | D        | Lars Bünning                             |
| 24  | Drapeau de l'Allemagne | A        | Tony Menzel                              |
| 25  | Drapeau de l'Allemagne | M        | Jonas Oehmichen                          |
| 26  | Drapeau de l'Allemagne | D        | Jan-Hendrik Marx                         |
| 27  | Drapeau de l'Allemagne | M        | Niklas Hauptmann                         |
| 28  | Drapeau de l'Allemagne | D        | Sascha Risch                             |
| 29  | Drapeau de l'Allemagne | D        | Lukas Boeder                             |
| 30  | Drapeau de l'Allemagne | A        | Stefan Kutschke (capitaine)              |
| 31  | Drapeau de l'Allemagne | G        | Phillip Böhm                             |
| 32  | Drapeau de l'Allemagne | M        | Jonas Sterner (en prêt de Holstein Kiel) |
| 33  | Drapeau de l'Allemagne | A        | Christoph Daferner                       |
| 37  | Drapeau de l'Allemagne | G        | Daniel Mesenhöler                        |
| 39  | Drapeau de l'Allemagne | D        | David Kubatta                            |

## Joueurs emblématiques

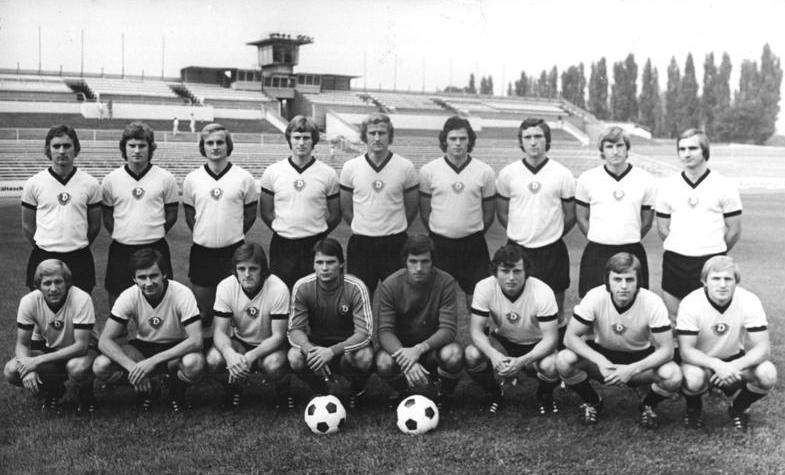
L'équipe du Dynamo Dresde en 1976.

- Jørn Andersen
- Romain Brégerie
- Stanislav Cherchesov
- Levente Csik (en)
- Hans-Jürgen Dörner
- Matthias Döschner (en)
- Johnny Ekström
- Frank Ganzera
- Eduard Geyer
- Torsten Gütschow
- Ralf Hauptmann
- Gerd Heidler
- Reinhard Häfner
- Bernd Jakubowski
- Jens Jeremies
- Ulf Kirsten
- Joshua Kennedy
- Sven Kmetsch
- Peter Kotte
- Hans-Jürgen Kreische
- Klemen Lavrič
- Olaf Marschall
- Ralf Minge (en)
- René Müller
- Piotr Nowak
- Miran Pavlin
- Hans-Uwe Pilz
- Dieter Riedel
- Klaus Sammer
- Matthias Sammer
- Vujadin Savić
- Hartmut Schade
- Heiko Scholz
- Mark Schwarzer
- Miroslav Stević
- Martin Stocklasa
- Jörg Stübner (en)
- Andreas Trautmann
- Siegmar Wätzlich
- Gerd Weber
- Alexander Zickler